# Оризопсис
Оризо́псис, также рисови́дка (лат. Oryzopsis) — род семейства Злаки. Многолетние растения, обитающие в Китае и Северной Америке. Название указывает на сходство с родом Рис (Oryza).

## Виды
- Рисовидка шершаволистная (Oryzopsis asperifolia) Michx.
- Oryzopsis chinensis Hitchc.
- Oryzopsis contracta (B.L.Johnson) Schltr.
- Oryzopsis exigua Thurb.
- Oryzopsis hendersonii Vasey
- Oryzopsis hymenoides (Roem. & Schult.) Ricker[англ.] ex Piper
- Oryzopsis pungens (Torr.) Hitchc.
- Oryzopsis racemosa (Sm.) Ricker ex Hitchc.
- Oryzopsis swallenii C.L.Hitchc.& Spellenb.[исп.]